# Amt Syke
Amt Syke war ein historisches Verwaltungsgebiet der Grafschaft Hoya, später des Fürstentums Calenberg, des Königreichs Hannover bzw. der preußischen Provinz Hannover. Verwaltungssitz war der Amtshof auf dem Areal der früheren Burg Syke im damaligen Flecken Syke.

## Geschichte
Das Amt Syke wurde 1517 erstmals erwähnt. Im Zuge der Verwaltungsreform von 1852 wurden die Marschvogteien Brinkum, Riede und Weyhe ausgegliedert und aus ihren Gemeinden ein eigenes Amt Brinkum gebildet, das allerdings nur wenige Jahre bestand und schon 1859 wieder mit dem Amt Syke vereinigt wurde. Durch Zusammenlegung der Ämter Freudenberg und Syke wurde 1885 der Kreis Syke gebildet. Syke wurde Sitz eines preußischen Landrates.

## Gemeinden
Dem Amt gehörten bei seiner Aufhebung (1885) folgende Gemeinden an:
| - Barrien - Brinkum - Clues - Erichshof - Fahrenhorst - Felde - Gessel | - Gödestorf - Heiligenbruch - Heiligenfelde - Heiligenrode - Henstedt - Hoope - Jardinghausen | - Kirchweyhe - Leeste - Nordwohlde - Okel - Osterholz - Riede | - Ristedt - Schnepke - Steimke - Sudweyhe - Syke - Wachendorf |

- Karte mit allen verlinkten Seiten:
- OSM |
- WikiMap

## Amtmänner
- Um 1589: Joachim Teichmeyer (Tegetmeier), Amtmann

...
- 1809–1822: August Wilhelm Stelling (1764–1817), 1795 Amtsschreiber, ab 1809 Amtmann
- 1823–1848: Franz August Heinrich Albrecht, Amtmann, ab 1830 Oberamtmann
- 1848–1852: Heinrich Friedrich Wynecken, Amtsassessor (auftragsweise), ab 1851 tit. Amtmann
- 1852: Carl August Bruno Wellenkamp, Amtmann (auftragsweise)
- 1852–1857: Theodor Wilhelm Ostermeyer
- 1857: Carl August Bruno Wellenkamp, Amtmann
- 1859–1867: Ernst Freiherr von Wangenheim, Amtmann
- 1869–1873: Theodor Eilers
- 1873–1885: Cuno von Schulzen, Amtshauptmann (1885–1906 Landrat des Kreises Syke)